# Jan Mak
Jan Mak (* 21. Juni 1945) ist ein niederländischer Fußballtrainer. In seiner bisherigen Laufbahn war er sowohl als Vereins- als Nationalmannschaftstrainer tätig.

## Werdegang
Mak war als Spieler in den Niederlanden, Deutschland und Brasilien aktiv. Ab 1973 trainierte zunächst Randstad Sport, den FC Groningen und v.v. C.E.C. aus Emmen, ehe er 1977 den FC Volendam übernahm. Unter Trainer Leo Steegman war der Klub in die Eredivisie aufgestiegen. Nachdem er mit der Mannschaft im ersten Jahr den siebten Tabellenplatz belegt hatte, stieg er mit ihr im folgenden Jahr als Tabellenvorletzter wieder ab und wurde durch Henk Ellens ersetzt. 
Zwischenzeitlich Nachwuchstrainer bei Feyenoord Rotterdam folgte Mak 1981 einem Angebot des schwedischen Klubs Halmstads BK in die Allsvenskan. Mit dem ebenfalls aus den Niederlanden verpflichteten Frenk Schinkels belegte er mit der Mannschaft um Mats Jingblad, Jan Jönsson und Rutger Backe in seiner ersten Spielzeit den neunten Tabellenrang. In der Spielzeit 1982 erreichte die Mannschaft die Meisterschaftsendrunde, scheiterte aber im Viertelfinale am späteren Meister IFK Göteborg. Nachdem auch in der anschließenden Spielzeit nach einem sechsten Platz in der regulären Spielzeit dieses Mal gegen AIK im Viertelfinale das Aus kam, überwarf er sich im Frühjahr 1984 mit der Klubführung und wurde im März des Jahres kurz vor Saisonbeginn durch Stefan Lundin ersetzt. 
Mak blieb anschließend in Schweden und übernahm 1985 das Traineramt beim Zweitligisten IS Halmia. Nach einer Spielzeit kehrte er in die schwedische Eliteserie zurück, in der Spielzeit 1986 beendete er die Saison mit IK Brage als Tabellenachter. 1988 ging er zum IF Elfsborg nach Borås, der im Vorjahr aus der Allsvenskan abgestiegen war. Hatte er die Mannschaft 1989 auf den dritten Platz geführt, trennten sich die Wege nach Ende der folgenden Spielzeit, die für den Verein auf dem zehnten Tabellenrang endete.
1992 unterstützte Mak die niederländische Nationalmannschaft bei der Europameisterschaft in Schweden. Zudem trainierte er Norrby IF, Tampereen Pallo-Veikot aus Finnland und für ein Spiel die libanesische Nationalmannschaft.
2000 kehrte Mak nach Schweden zurück und heuerte erneut bei IF Elfsborg an, wo er sich für die Nachwuchsabteilung des Klubs verantwortlich zeigte. Im Frühjahr 2008 übernahm er als Nachfolger von Raoul Shungu die Betreuung der Nationalmannschaft der Seychellen im Rahmen der Qualifikation zur Weltmeisterschaft 2010. Im Dezember 2010 übertrug ihm IF Elfsborg gemeinsam mit Tobias Linderoth und Sanel Duzel das Traineramt bei der U-17-Nachwuchsmannschaft.
Am 31. Juli 2012 stellte der im Abstiegskampf der Allsvenskan befindliche Göteborger Erstligist GAIS Mak als neuen Trainer bis zum Ende der Spielzeit 2012 vor, nachdem wenige Tage zuvor Alexander Axén von seinem Amt zurückgetreten war. Bereits Anfang Oktober trat er von seinem Amt zurück, da er unter seiner Leitung keine positive Entwicklung sah. Unter seinem Nachfolger Benjamin Westman stieg der Verein zum Saisonende in die Zweitklassigkeit ab.
Anfang Februar 2013 kehrte Mak auf die Seychellen zurück, wo er erneut die Nationalmannschaft übernahm. Er trainiert die Auswahl insbesondere während der Qualifikation zur Afrikanischen Nationenmeisterschaft 2014, bei der sie in der Qualifikationsvorrunde an Mosambik scheiterte. Im September 2019 kehrte er als Nachfolger des kurz zuvor entlassenen Gavin Jeanne im Rahmen eines Zwei-Monats-Vertrags abermals zurück, um die Mannschaft in der Qualifikation zur Weltmeisterschaft 2022 zu betreuen. Nach zwei Niederlagen gegen Ruanda, in denen insgesamt zehn Gegentore kassiert wurden, verpasste er mit der Auswahlmannschaft die Teilnahme an der Gruppenphase der afrikanischen WM-Qualifikation.